# 平田郵便局 (島根県)
平田郵便局（ひらたゆうびんきょく）は、島根県出雲市にある郵便局。民営化前の分類では集配普通郵便局であった。

## 概要
住所：〒691-8799 島根県出雲市平田町2246

## 沿革
- 1872年8月4日（明治5年7月1日） - 平田郵便取扱所として開設[1]。
- 1875年（明治8年）1月1日 - 平田郵便局（五等）となる。
- 1880年（明治13年）10月 - 為替取扱を開始。
- 1881年（明治14年） - 貯金取扱を開始。
- 1897年（明治30年）3月1日 - 平田郵便電信局となる。
- 1903年（明治36年）4月1日 - 通信官署官制の施行に伴い平田郵便局となる。
- 1952年（昭和27年）2月1日 - 電気通信業務を、新設の平田電報電話局に移管[2]。
- 1956年（昭和31年）9月1日 - 電話通話および和文電報受付事務の取扱を開始[3]。
- 1960年（昭和35年）12月1日 - 河下郵便局および東郵便局から集配業務を移管されるとともに、特定郵便局から普通郵便局に局種別改定。
- 1974年（昭和49年）5月 - 局舎新築落成。
- 1999年（平成11年） - 外国通貨の両替および旅行小切手の売買に関する業務取扱を開始。
- 2007年（平成19年）10月1日 - 民営化に伴い、併設された郵便事業平田支店に一部業務を移管。
- 2012年（平成24年）10月1日 - 日本郵便株式会社発足に伴い、郵便事業平田支店を平田郵便局に統合。

## 取扱内容
- 郵便、印紙、ゆうパック、内容証明
- 貯金、為替、振替、振込、国際送金、国債、投資信託
- 生命保険、バイク自賠責保険、自動車保険
- 地方公共団体事務（出雲市ごみ袋の販売）
- ゆうちょ銀行ATM
- 出雲市内の一部地域（旧平田市域：〒691-00xx、691-85xx、691-86xx、691-87xx）の集配業務
- ゆうゆう窓口

## 周辺
- 出雲市役所平田支所
- 平田消防署
- 国道431号

## アクセス
- 一畑電車北松江線 雲州平田駅から徒歩約3分
- 平田生活バス 雲州平田駅停留所下車
- 山陰自動車道 斐川ICから北へ約8km
- 駐車場あり：11台